# Krypno Wielkie
Krypno Wielkie [ˈkrɨpnɔ ˈvjɛlkʲɛ] est un village polonais de la gmina de Krypno dans le powiat de Mońki et dans la voïvodie de Podlachie. Il se situe à environ 2 kilomètres au sud de Krypno, à 16 kilomètres au sud de Mońki et à 27 kilomètres au nord-ouest de Bialystok. 
Le village compte approximativement 620 habitants.